# Xenortholitha ignorata
Xenortholitha ignorata là một loài bướm đêm trong họ Geometridae.